# デュースワイルド
『デュースワイルド』（原題：Deuces Wild）は、2002年制作のアメリカ合衆国の映画。
1950年代のニューヨークの下町を舞台に、若きギャングたちの抗争を描いたバイオレンス・ドラマ。

## あらすじ
1958年、ニューヨーク・ブルックリンを拠点とする2つのギャング団“デュース”と“ヴァイパーズ”は激しく対立していた。“デュース”のリーダー、レオンは弟がマルコに薬漬けにされ死んだことで、“ヴァイパーズ”のリーダー、マルコは刑務所送りにされたことで、互いに怨みを抱いていたのだ。
ある日、争いを嫌うレオンは、弟を死に追いやった麻薬の撲滅と無意味な争いを収拾するため、街の顔役フリッツィーに調停を願い出、彼の仲介によって休戦協定が結ばれた。
そんな中、レオンの弟ボビーは近くに引っ越してきた女性に手伝いを頼まれ、心を惹かれるが、彼女は“ヴァイパーズ”のメンバー、ジミー・ポケットの妹のアニーだった。それを知ったレオンは、ボビーにアニーとは付き合うなと警告するが、ボビーとアニーはやがて許されざる恋に落ちていく。
しかしある日、マルコが出所、マルコは様々な嫌がらせをしてレオンを挑発、レオンもついに堪忍袋の緒が切れ、“デュース”と“ヴァイパーズ”の決闘が始まる。

## キャスト
- レオン：スティーヴン・ドーフ
- ボビー：ブラッド・レンフロ
- アニー：フェアルザ・バルク
- マルコ：ノーマン・リーダス
- フレディ：マックス・パーリック
- ベッツィ：ドレア・ド・マッテオ
- アルド神父：ヴィンセント・パストーレ
- スクーチ：フランキー・ムニッズ
- ジミー・ポケッツ：バルサザール・ゲティ
- ティノ：ジェームズ・フランコ
- フリッツィー：マット・ディロン
- フィリー・ベイブ：ルイス・ロンバルディ
- ウェンディ：デボラ・ハリー
- ヴィニー：ジョニー・ノックスビル
- パンチー：ジョシュア・レナード
- メアリー・アン：ジャッキー・トーン